# Frederik Schram
Frederik August Albrecht Schram (født 19. januar 1995 i Dragør, Danmark), er en dansk-født islandsk fodboldspiller (målmand), der spiller for islandske Valur.
Schram har tidligere spillet for FC Roskilde og den nu lukkede klub FC Vestsjælland.

## Klubkarriere

### Sønderjyske
Den 13. juli 2019 blev det offentliggjort, at Schram skiftede til SønderjyskE. Han blev hentet ind som erstatning for reservekeeperen Nikola Mirkovic, der havde pådraget sig en skade. Han skrev under på en halvårig aftale gældende frem til slutningen af 2019.

## Landsholdskarriere
Schram har dansk far og islandsk mor, og kunne på landsholdsplan have valgt at repræsentere både det danske og det islandske landshold. Han debuterede for Island den 8. februar 2017 i en venskabskamp mod Mexicos landshold. Han var en del af den islandske trup til VM 2018 i Rusland.